# Le cœur pardonne
Pour plus de détails, voir Fiche technique et Distribution.
Le cœur pardonne (ou L'amour qui aime) est un film muet français réalisé par Georges Monca, sorti en 1911.

## Fiche technique
- Titre : Le cœur pardonne
- Titre de travail : L'amour qui aime
- Réalisation : Georges Monca
- Scénario : Edmond Bureau Guéroult
- Photographie :
- Montage :
- Société de production : Société cinématographique des auteurs et gens de lettres (S.C.A.G.L), Série d'Art Pathé frères (SAPF)
- Société de distribution : Pathé Frères
- Pays de production :  France
- Langue : film muet avec les intertitres en français
- Métrage : 285 mètres
- Format : Noir et blanc — 35 mm — 1,33:1 — Muet
- Genre :  Film dramatique
- Durée : 9 minutes 30
- Date de sortie : 
  - France : 27 janvier 1911

## Distribution
- Georges Grand : le lieutenant de vaisseau Dartaud
- Georges Tréville :
- Jeanne Delvair : Marcelle, l'épouse de Dartaud
- Cécile Didier : Émilie
- Gabrielle Chalon : Alice
- et la petite Maria Fromet :